# فيرجيل جوميس
فيرجيل جوميس (بالفرنسية: Virgil Gomis)‏ هو لاعب كرة قدم فرنسي في مركز الهجوم، ولد في 16 أبريل 1999 في Limay, Yvelines ‏ في فرنسا. لعب مع نوتينغهام فورست.